# Platytheca anasima
Platytheca anasima är en tvåhjärtbladig växtart som beskrevs av R.Butcher. Platytheca anasima ingår i släktet Platytheca och familjen Elaeocarpaceae. Inga underarter finns listade i Catalogue of Life.